# Bábolna
Bábolna  este un oraș în districtul Komárom, județul Komárom-Esztergom, Ungaria, având o populație de 3.548 de locuitori (2011). 

## Demografie
Componența etnică a orașului Bábolna
     Maghiari (97,49%)
     Necunoscut (0,95%)
     Alții (1,56%)
Componența confesională a orașului Bábolna
     Romano-catolici (44,11%)
     Fără religie (17,93%)
     Reformați (10,17%)
     Luterani (1,78%)
     Atei (1,13%)
     Necunoscută (24,15%)
     Greco-catolici (0,73%)
     Alte religii (0,37%)
Conform recensământului din 2011, orașul Bábolna avea 3.548 de locuitori. Din punct de vedere etnic, majoritatea locuitorilor (97,49%) erau maghiari. Apartenența etnică nu este cunoscută în cazul a 0,95% din locuitori. Nu există o religie majoritară, locuitorii fiind romano-catolici (44,11%), persoane fără religie (17,93%), reformați (10,17%), luterani (1,78%) și atei (1,13%). Pentru 24,15% din locuitori nu este cunoscută apartenența confesională.